# Klučky
Klučky je název kopce (642 m n. m.) i lomu na jeho svahu. Opuštěný lom měl být vyhlášen stejnojmennou přírodní památkou díky zajímavým obnaženým čedičovým sloupům v jeho stěnách. Lokalita je v severní části okresu Česká Lípa, mezi obcemi Prácheň a Polevsko, na území v péči CHKO Lužické hory.

## Popis

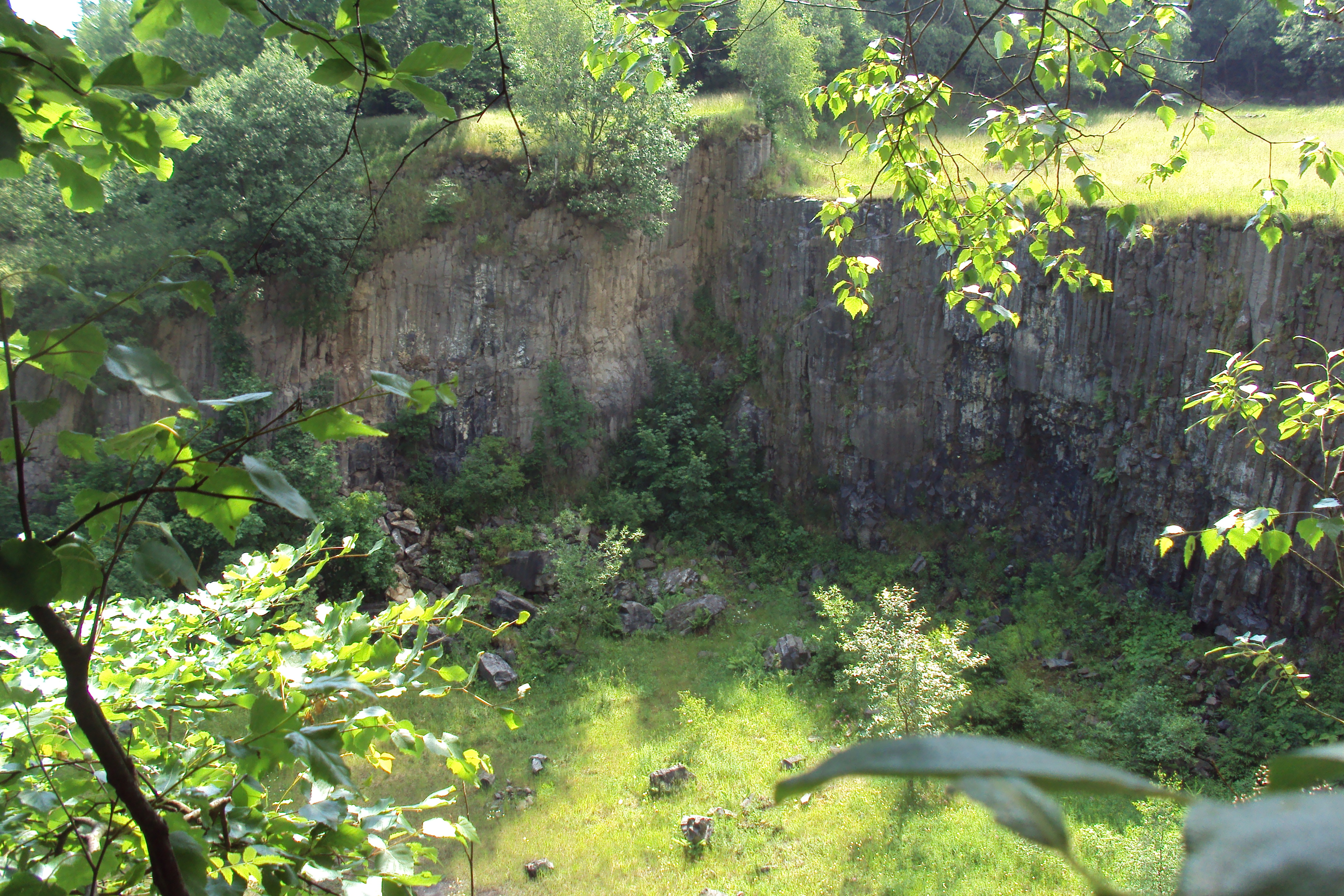
Pohled do lomu z horního okraje

Mezi obcemi Prácheň (část Kamenického Šenova) a Polevsko je skalní, čedičový hřeben. Obce jsou od sebe vzdálené zhruba čtyři kilometry a spojuje je silnice při severním okraji hřebenu. Hřeben má několik vrcholů (630–642 metrů), z nichž jeden se nazývá Klučky. Je vysoký 642 metrů a je na rozhraní katastrálních území Horní Prysk a Okrouhlá u Nového Boru.
V jeho severním svahu směrem k silnici byl vyhlouben dvouetážový lom, který je nyní opuštěn. Stěny jsou tvořeny svislými čedičovými sloupy. Lom je na katastru obce Horní Prysk spojen přístupovou cestou dlouhou 200 metrů se silnicí. Tudy je vyznačena i modře značená turistická trasa pro pěší turisty, která vede z Nového Boru přes Polevsko, Prácheň s Panskou skalou a končící v České Lípě. Po silnici při Klučkách je vedena cyklotrasa č. 211.

## Vyhlášení přírodní památky
V roce 2008 vydala AOPK návrh na vyhlášení přírodní památky Klučky. Předmětem ochrany měly být zejména čedičové sloupce, ale také výskyt řady obojživelníků a plazů (ještěrka živorodá, zmije obecná) v lomu. Chráněné území však vyhlášeno nebylo.